# Головащенко, Роман Александрович
Роман Александрович Головащенко (укр. Роман Олександрович Головащенко, род. 16 октября 1987, Немиров, Винницкая область, Украинская ССР, СССР) — украинский боксёр-профессионал, выступающий в первой тяжёлой и в тяжёлой весовых категориях.
Среди профессионалов действующий чемпион по версии UBO International (2021—н. в.) в тяжёлом весе. И бывший претендент на титул чемпиона мира по версии IBO (2018), чемпион по версиям IBO International (2009—2011) и IBO Inter-Continental (2017—2018), чемпион мира по версии GBC (2009—2014) и чемпион Европы по версии IBF (2016—2018) в 1-м тяжёлом весе.
Лучшая позиция по рейтингу BoxRec — 25-я (май 2018) и являлся 2-м среди украинских боксёров первой тяжёлой весовой категории, — входя в ТОП-25 лучших боксёров первого тяжёлого веса всего мира.

## Биография
Родился 16 октября 1987 года в городе Немиров в семье учителей, где отец — мастер спорта СССР международного класса по велоспорту, а мама — мастер спорта СССР по легкой атлетике (семиборье).

## Любительская карьера
Спортом начал заниматься с 5 лет. В 2002 году закончил 9 классов с отличием в Немировской средней школе № 2. Во время учебы в школе стал чемпионом области, а в 2000 году — стал чемпионом Украины. Так же выполнил норматив КМС и в 2001 году был зачислен в сборную команду Украины.
В 2002 году продолжил обучение в областном лицее-интернате для одаренных детей. За период обучения становился неоднократным чемпионом Украины, победителем многих международных турниров в Украине и за рубежом.
В апреле 2004 года на международном турнире на призы летчика-космонавта Поповича выполнил норматив мастера спорта Украины. В этом же году, после окончания школы поступил в Винницкий торгово-экономический университет.
В сентябре 2004 года был участником 4-го первенства Европы среди юношей, в городе Саратове, где занял 5 место.
В 2006 году стал участником первенства мира среди молодежи в городе Агадир (Марокко), где занял так же 5 место. В этом же году — был победителем Спартакиады Украины среди взрослых.

## Профессиональная карьера
2007 году Роман Головащенко перешёл в профессиональный бокс, где стал выступать за немецкие клубы.
Уже в апреле 2009 года завоевал пояс чемпиона мира по немецкой версии GBC. И уже в октябре 2009 года завоевал следующий пояс интерконтинентального чемпиона по версии IBO. В мае 2010 года успешно провел защиту своих 2-х титулов.
После долгой подготовки, 14 декабря 2013 года Головащенко провёл тяжелый поединок в городе Габала (Азербайджан) с немецким боксером турецкого происхождения Якупом Сагламом, который обычно выступает в тяжелой весовой категории (свыше 90,7 кг). Этот бой продлился все 12 раундов, и сразу после боя решением большинства судей (счёт: 115—115, 117—112, 119—107) победу и титул интерконтинентального чемпиона по версии WBC отдали Роману Головащенко. Но затем команда соперника подала протест и бой был признан не состоявшимся.
3 сентября 2016 года в бою за титул чемпиона Европы по версии IBF против боксера из Грузии Гогита Горгиладзе винничанин Роман Головащенко уверенно победил нокаутом в 9 раунде. Бой состоялся в Центральном парке Винницы на ринге, установленном на хоккейном поле стадиона.
17 декабря 2016 года успешно провел рейтинговый 10-раундовый бой против соперника из Аргентины Алехандро Эмилио Валори, где уже в 1-м раунде Роман завершил бой нокаутом.
6 мая 2017 года Роман Головащенко победил немца Кая Курзава, и завоевал пояс Интерконтинентального чемпиона по версии IBO. Бой состоялся в Германии на ринге города Вайсвассер. 40-летний Кай Курзава довольно жестокий соперник, с немалым списком побед. И в 1-м раунде Кай Курзава вёл себя смело, однако Головащенко начал преобладать над ним достаточно быстро, нанеся несколько сильных ударов. Во 2-м раунде после очередного точного и сильного удара украинца, Курзава потерял равновесие и упал на колени. В результате Роман Головащенко победил техническим нокаутом уже во 2-м раунде.

## Таблица профессиональных поединков
В таблице перечислены результаты всех поединков боксёров.
В каждой строке указан результат поединка. Дополнительно номер поединка обозначен цветом, который обозначает итог поединка. Расшифровка обозначений и цветов представлена в нижеследующей таблице.
| Пример | Расшифровка                     |
| ------ | ------------------------------- |
|        | Победа                          |
|        | Ничья                           |
|        | Поражение                       |
|        | Планируемый поединок            |
|        | Поединок признан несостоявшимся |
| КО     | Нокаут                          |
| ТКО    | Технический нокаут              |
| PTS    | Решение судей (по очкам)        |
| UD     | Единогласное решение судей      |
| MD     | Решение большинства судей       |
| SD     | Раздельное решение судей        |
| RTD    | Отказ от продолжения боя        |
| DQ     | Дисквалификация                 |
| NC     | Поединок признан несостоявшимся |

| 28 поединков, 21 победа (19 нокаутом), 6 поражений, 1 не состоявшийся. | 28 поединков, 21 победа (19 нокаутом), 6 поражений, 1 не состоявшийся. | 28 поединков, 21 победа (19 нокаутом), 6 поражений, 1 не состоявшийся. | 28 поединков, 21 победа (19 нокаутом), 6 поражений, 1 не состоявшийся. | 28 поединков, 21 победа (19 нокаутом), 6 поражений, 1 не состоявшийся. | 28 поединков, 21 победа (19 нокаутом), 6 поражений, 1 не состоявшийся. | 28 поединков, 21 победа (19 нокаутом), 6 поражений, 1 не состоявшийся.                                            |
| Бой                                                                    | Рекорд                                                                 | Дата боя                                                               | Соперник                                                               | Место проведения боя                                                   | Раундов, время                                                         | Комментарии |
| ---------------------------------------------------------------------- | ---------------------------------------------------------------------- | ---------------------------------------------------------------------- | ---------------------------------------------------------------------- | ---------------------------------------------------------------------- | ---------------------------------------------------------------------- | --- |
| 28                                                                     | 21-6 (1)                                                               | 8 октября 2022                                                         | Эдин Пухало (21-1)                                                     | Stadthalle, Фалькензе, Бранденбург, Германия                           | RTD 2 (10), 3:00                                                       | |
| 27                                                                     | 21-5 (1)                                                               | 8 декабря 2021                                                         | Тариэль Джафаров (8-4)                                                 | Pochayna Event Hall, Киев, Украина                                     | TKO 1 (12), 2:41                                                       | Завоевал вакантный титул чемпиона по версии UBO International в тяжёлом весе.                                     |
| 26                                                                     | 20-5 (1)                                                               | 2 ноября 2019                                                          | Александр Франк (2) (17-0-1)                                           | Лютерштадт-Айслебен, Саксония-Анхальт, Германия                        | TKO 5 (12), 0:05                                                       | Бой за титул чемпиона мира по версии UBO (3-я защита Франка) в тяжёлом весе.                                      |
| 25                                                                     | 20-4 (1)                                                               | 16 июня 2019                                                           | Алексей Егоров (8-0)                                                   | Екатеринбург, Свердловская область, Россия                             | TKO 3 (12), 0:53                                                       | Бой за титул «золотого» чемпиона мира по версии WBA Gold в 1-м тяжёлом весе.                                      |
| 24                                                                     | 20-3 (1)                                                               | 30 марта 2019                                                          | Рудольф Мурко (3-87-2)                                                 | Галле, Саксония-Анхальт, Германия                                      | KO 2 (4), 1:57                                                         | |
| 23                                                                     | 19-3 (1)                                                               | 8 декабря 2018                                                         | Александр Франк (15-0-1)                                               | Ибах-Паленберг, Северный Рейн-Вестфалия, Германия                      | TKO 5 (12), 0:25                                                       | Бой за титул чемпиона мира по версии UBO (1-я защита Франка) в тяжёлом весе.                                      |
| 22                                                                     | 19-2 (1)                                                               | 2 июня 2018                                                            | Кевин Лерена (20-1)                                                    | Олимпийский центр Сархади, Баку, Азербайджан                           | UD 12 (12)                                                             | Счёт: 111-116, 112-115 (дважды). Бой за титул чемпиона мира по версии IBO (2-я защита Лерены) в 1-м тяжёлом весе. |
| 21                                                                     | 19-1 (1)                                                               | 4 ноября 2017                                                          | Золтан Петрани (55-22)                                                 | Виль, Северный Рейн-Вестфалия, Германия                                | KO 3 (10), 1:20                                                        | |
| 20                                                                     | 18-1 (1)                                                               | 6 мая 2017                                                             | Кай Курзава (37-5)                                                     | Вайсвассер, Саксония, Германия                                         | TKO 2 (12), 1:01                                                       | Завоевал вакантный титул чемпиона по версии IBO Inter-Continental в 1-м тяжёлом весе.                             |

## Личная жизнь
Живет с женой и воспитывает сына в городе Винница (Украина).